# Banchopsis ruficornis
Banchopsis ruficornis là một loài tò vò trong họ Ichneumonidae.